# Alex Kidd
Alex Kidd és una sèrie de videojocs de plataformes, desenvolupat per Sega per la consola de 8 bits Sega Master System protagonitzat per Alex Kidd. Va ser llançat al Japó el dia 1 de novembre de 1986, i distribuït posteriorment a Europa i Estats Units el 1987.
El primer joc dels set creats per a aquest personatge, i el més popular de tots els llançats sobre Alex Kidd, és Alex Kidd in Miracle World, en el qual el jugador controla Alex Kidd i ha de superar 17 fases, salvant diversos obstacles, enemics, i recol·lectant objectes, per alliberar al planeta Aries de les mans del governant tirà Janken el Gran.